# Bauhinia somalensis
Bauhinia somalensis là một loài thực vật có hoa trong họ Đậu. Loài này được Pic.Serm. & Roti Mich. miêu tả khoa học đầu tiên.